# Otto Walzel
Otto Walzel (* 27. August 1919 in Odrau, Mährisch-Schlesien; † 24. Juli 1991 in Ruthweiler) war ein deutscher Politiker (SPD, später CDU).

## Leben
Nach dem Besuch der Volksschule und der Oberschule absolvierte Walzel von 1934 bis 1937 eine kaufmännische Lehre. Im Anschluss arbeitete er bis zum Ausbruch des Zweiten Weltkrieges als Exportkaufmann. Von 1939 bis 1945 war er Kriegsteilnehmer, zuletzt als Fähnrich der Luftwaffe und Batterieführer. Er wurde verwundet und besuchte bis 1944 die Luftwaffenkriegsschule IV in Kitzingen.
Nach dem Kriegsende musste Walzel an einem Spruchkammerverfahren teilnehmen, da er sich von 1933 bis 1938 im sportlichen Bereich der Hitlerjugend betätigt hatte. Die Zentralspruchkammer kam am 30. April 1946 zu dem Entschluss, ihn auf Bewährung zuzulassen. Daraufhin war er bis 1950 in der Verwaltung des Landkreises Kusel angestellt. 1950 wurde er Geschäftsführer der kreiseigenen Gemeinnützigen Wohnungsbaugesellschaft mbH. 1965 wechselte er als Angestellter zum Landratsamt.
Walzel trat 1949 in die SPD ein und wurde 1957 zum Vorsitzenden des SPD-Ortsvereins Kusel gewählt. Er war seit 1952 Mitglied des Stadtrates in Kusel, von 1960 bis 1964 Erster Beigeordneter und dann Beigeordneter der Bürgermeisterei. Bei den Landtagswahlen 1959, 1963 und 1967 wurde er jeweils über die Landesliste der SPD in den Rheinland-Pfälzischen Landtag gewählt, dem er bis 1971 angehörte. Im Parlament war er von 1959 bis 1963 Mitglied des Grenzlandausschusses, von 1963 bis 1967 Mitglied des Hauptausschusses und von 1967 bis 1971 Mitglied des Verwaltungsreformausschusses. Während der sechsten Legislaturperiode trat aus der SPD aus. Ab dem 1. Oktober 1969 war er Mitglied der CDU.